# 데이비드 콘
데이비드 콘(영어: David Bryan Cone, 1963년 1월 2일 ~ )은 전 미국의 프로 야구 선수이다. 1999년 7월 18일 뉴욕 양키즈 소속으로 메이저 리그 역사상 16번째 퍼펙트 게임을 달성했다.